# Gesta Francorum
Die Gesta Francorum et aliorum hierosolimitanorum (lat. für „Die Taten der Franken und anderer, die nach Jerusalem gingen“), kurz Gesta Francorum, sind ein Bericht über den Ersten Kreuzzug (1095–1099) aus der Feder eines anonymen Augenzeugen. Bereits im Jahr 1099 wurde der Text kurz nach der Einnahme Jerusalems vollendet, mit Ausnahme des letzten Buches, das bis spätestens Anfang 1101 entstanden sein dürfte. Die Gesta Francorum sind eine der wichtigsten und faszinierendsten Quellen über den ersten Kreuzzug.
Der anonyme Autor war vermutlich ein Gefolgsmann des süditalienischen normannischen Fürsten Bohemund, eines der Anführer des Kreuzzuges. Daraus und aufgrund kritischer Textanalysen lässt sich schließen, dass der Autor selbst ein süditalienischer Normanne war. Zudem könnte der Autor ein Mönch oder ein Kleriker niedrigen Ranges gewesen sein, da aus dem Text hervorgeht, dass er an Kampfhandlungen nicht teilnahm. Der Autor hat wohl während des Kreuzzugs im Verlauf des Jahres 1099 seinen Herrn Bohemund verlassen und sich dem Kontingent Raimunds IV. von Toulouse angeschlossen, als Ersterer im eroberten Antiochia zurückblieb, um dort sein eigenes Machtgebiet aufzubauen, und sich stattdessen nicht mehr am weiteren Zug zu beteiligte.
Bohemund nahm die Gesta Francorum wohl 1106 mit nach Italien, um von Papst Paschalis II. Unterstützung für einen neuen Kreuzzug zu erwirken und dadurch seine Position in Antiochia zu festigen.
Die neuere Forschung hat gezeigt, dass es sich bei den Gesta Francorum nicht um einen Augenzeugenbericht handelt, sondern eher um eine Art Epos im Stile des Rolandslieds. Damit erklären sich mehrere Stilelemente des Werks und kann die ältere Forschung entkräftet werden, die zum Teil davon ausging, dass der Text ursprünglich von einem Laien geschrieben und von einem Kleriker um geistliche Inhalte ergänzt worden sei. Die Bedeutung der Gesta Francorum ergibt sich nicht zuletzt aus ihrer Zweitverwertung: Mit wenigen Ausnahmen beruht jeder weitere Bericht vom Ersten Kreuzzug auf ihnen bzw. nutzt sie als Vorlage oder Korrektiv. Insbesondere die drei Benediktiner-Mönche Robert von Reims, Balderich von Bourgueil und Guibert von Nogent haben eigene bekannte Kreuzzugschroniken auf den Gesta Francorum verfasst – nach eigener Angabe, weil diese in einem zu einfachen und für die Bedeutung des Kreuzzugs zu unbedeutenden Latein verfasst worden sei. Eine verwandte Darstellung gab später Jordan von Osnabrück.
Die Gesta sind in 10 Kapitel und 49 Paragraphen unterteilt. Die bekanntesten Stellen sind die Berichte über die Rede von Papst Urban II. bei Clermont, den Zug der Kreuzfahrer bis nach Konstantinopel, die Verhandlungen zwischen den Kreuzfahrern und dem Byzantinischen Kaiser Alexios Komnenos, die Einnahme von Nicäa, die Schlacht von Doryläum (1097), die Belagerung Antiochias und die Eroberung Jerusalems. Zahlreiche Anekdoten ermöglichen einen Einblick in das Alltagsleben des gewöhnlichen Kreuzfahrers sowie in die Machtverhältnisse der Anführer des Kreuzzuges untereinander, jedoch jeweils aus der Perspektive des normannisch-süditalienischen Autors, der keinerlei Zugang zur Führung des Zuges hatte.

## Editionen
- Rosalind Hill (Hrsg. und Übers.): Gesta Francorum et aliorum Hierosolimitanorum – The deeds of the Franks and the other pilgrims to Jerusalem (= Medieval Texts.). Nelson, London 1962.
- Louis Bréhier (Hrsg. und Übers.): Histoire Anonyme de la première Croisade (= Classiques de l’Histoire de France. Bd. 4). Paris 1924.
- Heinrich Hagenmeyer (Hrsg.): Anonymi Gesta Francorum et aliorum Hierosolymitanorum. Heidelberg 1890 (Digitalisat).
- Philippe Le Bas (Hrsg.): Recueil des Historiens des Croisades. Historiens occidentaux (RHC Occ.). Bd. 3, Paris 1866, S. 121–163 (Digitalisat).

## Übersetzungen
- Rosalind Hill (Hrsg. und Übers.): Gesta Francorum et aliorum Hierosolimitanorum – The deeds of the Franks and the other pilgrims to Jerusalem. (Medieval Texts), Nelson, London 1962.
- Aude Matignon (Übers.): La Geste des Francs: Chronique anonyme de la Première Croisade. Paris 1992.
- Louis Bréhier (Hrsg. und Übers.): Histoire Anonyme de la première Croisade (= Classiques de l’Histoire de France. Bd. 4). Paris 1924.